# Göteborgs frivilliga motorbåtsflottilj

Göteborgs Frivilliga Motorbåtsflottiljs övning 1914, oljemålning av Arvid Johansson

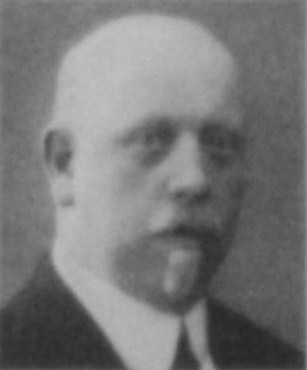
Erik Flobeck

Göteborgs frivilliga motorbåtsflottilj var en motorbåtsammanslutning som bildades 1913, avsedd att ställas i försvarets tjänst.
Överstelöjtnant Sam Bolling, dåvarande kommendanten i Älvsborgs fästning, och direktör Erik Flobeck skickade 1913 ut en kallelse:
"Sedan förslag utarbetats för en sammanslutning avsedd att ställa motorbåtar till krigsmaktens förfogande för Göteborgs med omnejd försvar, inbjudas härmed motorbåtsägare och andra för saken intresserade till möte å Palace Hotell fredagen den 2 Maj kl. 8 e. m. för att närmare överlägga härom."
Vid mötet diskuterades det växande behovet av motorbåtar i försvarets tjänst och man hänvisade till den berättelse över arméns och flottans gemensamma övningar i augusti 1912 som just utkommit. I rapporten framhölls användbarheten av motorbåtar för en del olika krigsföretag.
Snart hade sällskapet tagit fram ett program för övningar med flottiljens motorbåtar under den kommande sommaren, omfattande 11 olika övningar till sjöss.
Vid första världskrigets utbrott 1914 ställdes flottiljen inför allvarligare uppgifter än tidigare. Båtar och medlemmar togs i stor utsträckning i anspråk för bevakning av Göteborgs olika farleder och för minlotsning. Vinterkurserna utvidgades samma år till att även omfatta pistolskjutning, bevakningstjänst och sjömanskap. Först 1919 kunde övningar till sjöss återupptas.
Vid flottiljens 10-årsjubileum restes ett minnesmärke i form av en mina vid Långedrag, som invigdes den 5 maj 1923.
Samarbetet med Älvsborgs fästning hade redan från början varit en förutsättning för flottiljens verksamhet. Då fästningen lades i reserv 1925 upphörde samarbetet och 1927 ändrades övningarna till sjöss till att omfatta främst bevakning, skärgårdsrekognosering, rapportering och signalering liksom evolutionsövningar.

## Stiftare
Bror Lundqvist, Harald Grebst, Gustaf Clase, Fritz Scheel, Hugo Hammar, Ragnar Söderhielm, Sigurd Torstensson, Arnold Wilson, Christian Röhss, Robert Kjellström, Reinhold Bråkenhjelm, Albert Fagerström, Gunnar Jacobsson, Erik Flobeck, Sam Bolling, Georg Bagge, K. Wester, Arvid Posse, G. Lindberg, G. Carlberg, A. Rehborg, Herman Lindqvist, Holger Holm, Thorbjörn Holm, Gustaf R. Hamilton, Hugo Brusewitz, Rudolf Cronstedt, Fredrik Forsberg, Arthur Hanson, Hilde Hermansson och C.G. Hamilton.

## Den första styrelsen
Sam Bolling valdes till ordförande. Erik Flobeck blev vice ordförande, Harald Grebst sekreterare och kassaförvaltare, samt valdes G. Bagge, G. Clase, Holger Holm och K. Wester till ledamöter. I slutet av 1913 ersattes Bolling av major Arthur Edström.       